# رود دونگوز
رود دونگوز (به لاتین: Donguz) یک رود در روسیه است که در استان اورنبورگ واقع شده‌است.